# Koipsi
Koipsi – wieś w Estonii, w prowincji Harju, w gminie Jõelähtme.